# Justin Marozzi
Justin Marozzi (nascut el 1970) és un periodista, historiador i escriptor de viatges anglès.

## Biografia
Marozzi va estudiar a la Universitat de Cambridge. També va obtenir títols en periodisme de radiodifusió per la Universitat de Cardiff i en relacions internacionals per la Universitat de Pennsilvània com a acadèmic Thouron. Com a periodista, va treballar a la BBC, al Financial Times i a The Economist.
Marozzi ha publicat sis llibres: South from Barbary (2001) és un relat de les seves exploracions a través del Sàhara Líbic; Tamerlane: Sword of Islam, Conqueror of the World (2004) va ser una biografia molt reconeguda del conqueridor mongol Timur i va figurar com a llibre de l'any de Telegraph Sunday; Faces of Exploration (2006), un relat d'exploradors famosos, va ser seguit per The Man Who Invented History: Travels with Herodotus (2008), una biografia del primer historiador del món; Baghdad: City of Peace, City of Blood (2014); i  Islamic Empires - Fifteen Cities that Define a Civilization (2019).
Marozzi era membre de la Royal Geographical Society.

## Premis
- 2015 Premi Ondaatje per Baghdad: City of Peace, City of Blood[3]